# Geologie des Mount Everest
Die Geologie des Mount Everest wird von sedimentären und metamorphen Gesteinen beherrscht, welche ab dem Eozän im Verlauf der bereits in der Oberkreide einsetzenden Kollision mit Eurasien über die  granulitische, archaische Kontinentalkruste Indiens hinwegglitten. Die enorme Höhe des Berges erklärt sich einerseits durch die Aufblähung von leukogranitischem Magma, das ab dem Beginn des Miozäns die Metasedimente des Unterbaus intrudiert hatte, andererseits durch die Anwesenheit zweier oberkrustaler Decken.

## Einführung

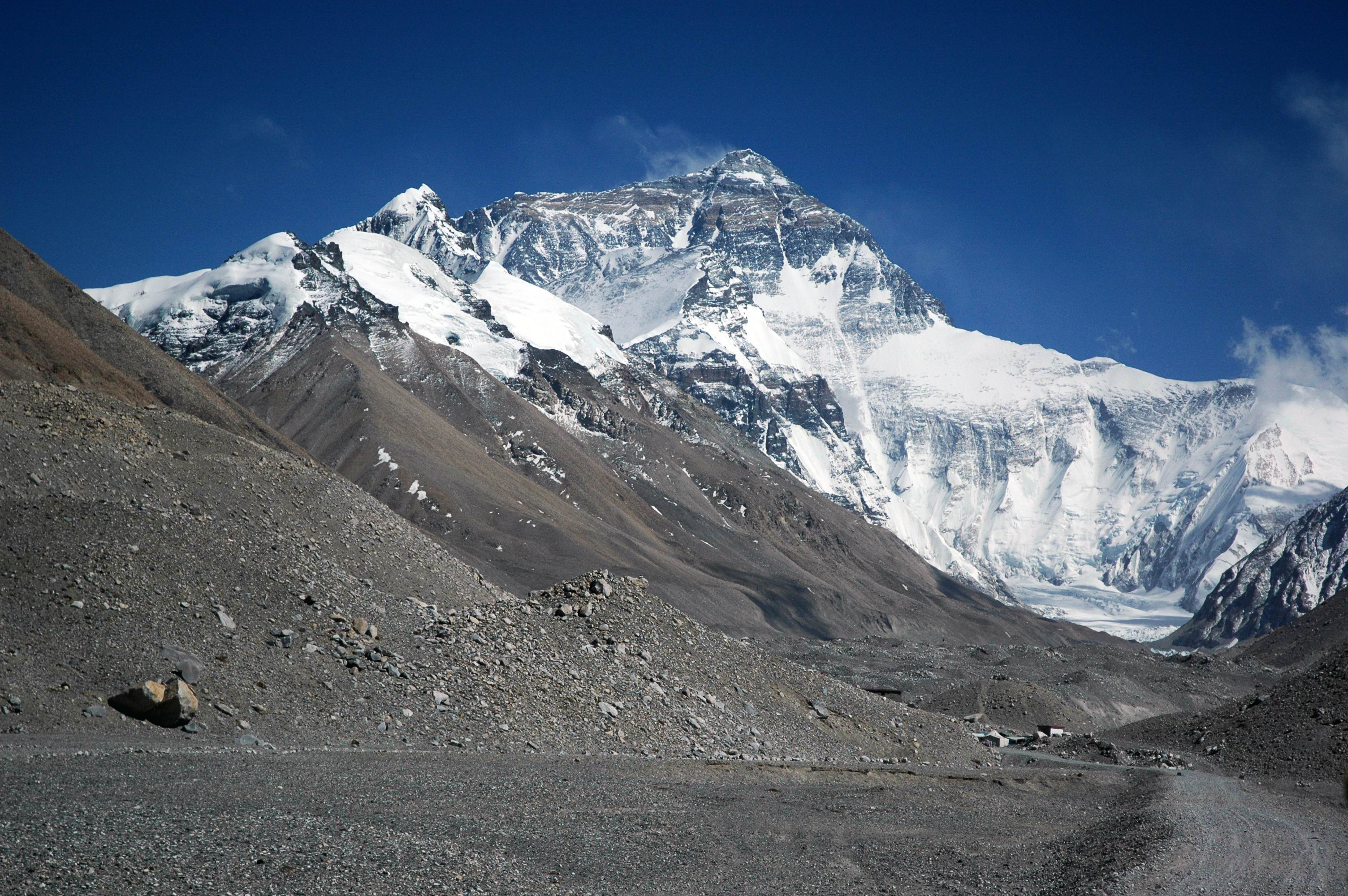
Die Nordseite des Mount Everest vom Rongpu-Kloster aus gesehen. Gut zu erkennen die North-Col-Formation mit dem Gelben Band im Hangenden und darüber die Gipfelpyramide mit der Everest-Formation.

Es wird angenommen, dass die oberen beiden Formationen des Mount Everest ursprünglich aus marinen Schelfsedimenten bestanden, welche sich vor dem Zusammenstoß am nördlichen passiven Kontinentalrand Indiens angesammelt hatten. Die Kollision selbst war während des Känozoikums vor rund 54 bis 50 Millionen Jahren im Eozän erfolgt.
Die Konsequenz bestand in der Schließung der Tethys, deren letzte marine Sedimente entlang der Indus-Yarlung-Tsangpo-Sutur aufgeschlossen sind und aus dem frühen Eozän stammen. Sie sind 50,5 bis 49 Millionen Jahre alt und gehören ins Ypresium. Die Kollision verformte und metamorphosierte die zuvor abgelagerten Sedimente, die in südliche Richtung hochgedrückt wurden.
Die unterste Formation des Mount Everest setzt sich aus hochgradig metamorphen Gesteinen sedimentären Ursprungs zusammen. Sie wurde während des Kollisionsprozesses bis in eine Tiefe von 15 bis 20 Kilometer in nördliche Richtung abgesenkt, aufgeheizt, metamorphosiert, teilweise aufgeschmolzen und im frühen bis mittleren Miozän zwischen 24 und 12 Millionen Jahren von Gängen leukogranitischen Materials durchsetzt. Umgeben von zwei großen Abscherhorizonten – je einer sowohl im Hangenden als auch im Liegenden  – wurde sie sodann nach Süden unter kanalartigem Fließen (Englisch channel flow) wieder hervorgepresst. Als Betrag wird hierfür 100 bis 200 Kilometer in südliche Richtung angenommen.
Das beständige Vordringen Indiens gen Norden in den eurasischen Kontinent hinein bewirkte letztlich eine Verdopplung der Krustendicke bis auf 70 Kilometer sowohl unterhalb des Himalayas als auch unterhalb des Karakoram-Lhasa-Blocks. Es entstand das Hochland von Tibet, das größte Hochplateau der Erde mit Höhen über 5000 Meter.
Zur Zeit hebt sich der Himalaya mit einer Geschwindigkeit von 5 Millimeter pro Jahr und die tektonische Einengung erfolgt mit einer Geschwindigkeit von 17 bis 18 Millimeter pro Jahr.

### Aufbau des Himalayas

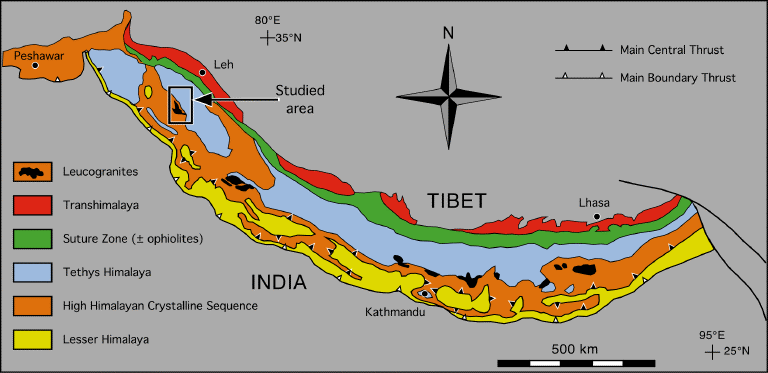
Geologische Übersichtskarte des Himalaya, in Schwarz die Leukogranite. Der Mount Everest befindet sich im Nordosten von Kathmandu.

Das Himalaya-Orogen bildet eine klar umrissene Bogenstruktur, deren wellige Vorderfront kleinere Aus- und Einbuchtungen im Hundertkilometerbereich aufweist.
Es baut sich aus fünf mehr oder weniger parallel zueinander verlaufenden lithotektonischen Gürteln auf:
- dem Transhimalaya-Batholith im Norden (rot)
- der Indus-Yarlung-Tsangpo-Suturzone (grün)
- der tethyalen Hochhimalaya-Sedimentfolge (hellblau)
- der metamorphen Greater Himalaya Sequence (orange)
- dem Vorderen Himalaya im Süden (gelb)

Die Oberkruste des Tethys-Himalaya besteht aus 10 bis 12 Kilometer mächtigen, gefalteten und überschobenen Sedimenten des Phanerozoikums (Ediacarium bis Eozän) – bezeichnet im Englischen als Higher Himalayan Sedimentary Series (HHSS – Hochhimalaya-Sedimentfolge). Sie werden im Norden von der Indus-Yarlung-Tsangpo-Sutur abgeschnitten und finden nach Süden ihr Ende im flach liegenden Abscherhorizont des South Tibetan Detachment System (abgekürzt STDS – Südtibetisches Abschersystem) mit Top nach Norden als Bewegungssinn. Südlich hiervon schließt sich die 15 bis maximal 40 Kilometer mächtige Greater Himalayan Sequence (GHS) an – Metamorphite des Barrow-Typs, Migmatite und Leukogranite. Ihre stratigraphisch tiefsten Metapelite (Kuncha-Pelit) sind etwas älter als 1830 Millionen Jahre und stammen somit aus dem Proterozoikum. Die GHS endet gen Süden in einer 2 bis 4 Kilometer mächtigen Zone mit umgekehrt liegenden Metamorphose-Isograden, die ausgehend von der Sillimanit-Disthen-Zone zur Biotit-Chlorit-Zone zurückreichen. An der Basis folgt eine duktile Überschiebungszone mit Top nach Süden als Bewegungssinn, die Main Central Thrust (MCT – zentrale Hauptüberschiebung). Der südlich davor liegende Vordere Himalaya (engl. Lesser Himalaya) führt unterschobene Gesteine der Indischen Platte, darunter Proterozoisches Grundgebirge und Paläozoische Decksedimente relativ geringer Mächtigkeit. Das Himalaya-Orogen endet mit den beiden Überschiebungssystemen der Main Boundary Thrust am Nordrand des Vorderen Himalayas und der Main Frontal Thrust im nördlichen Siwaliks-Vorland Pakistans und Indiens. Die nirgendwo aufgeschlossene Unterkruste des Himalayas setzt sich vermutlich aus unterschobenen granulitfaziellen Schildgesteinen Indiens zusammen.

## Beschreibung des Mount Everest
Geologisch kann der Mount Everest – mit 8848 Meter über dem Meeresspiegel der höchste Berg der Erde – in drei lithotektonische Einheiten gegliedert werden, welche durch flach liegende, zum STDS gehörende Abschiebungen mit Bewegungssinn Top nach Norden voneinander getrennt werden. Vom Hangenden zum Liegenden lassen sich folgende Einheiten unterscheiden:
- Everest-Formation oder auch Qomolangma-Formation bzw. Jolmo-Lungama-Formation

– Qomolangma-Detachment –
- North-Col-Formation

– Lhotse-Detachment –
- Rongbuk-Formation

Die North-Col-Formation, gelegentlich auch North-Col-Formation und Everest-Formation zusammen, werden oft auch als Everest-Serie (engl. Everest Series) bezeichnet.

### Everest-Formation

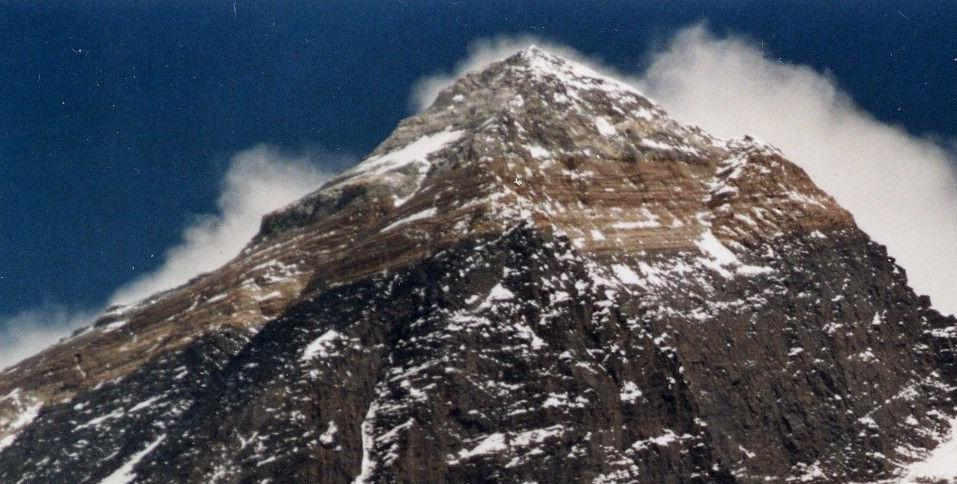
Der Gipfelaufbau des Mount Everest mit der grauen Everest-Formation im Hangenden und der dunklen North-Col-Formation im Liegenden, abgetrennt durch das Gelbe Band.

Die Everest-Formation wird oberhalb des Gelben Bandes (engl. Yellow Band) auf rund 8600 Meter Höhe durch das flach mit 5 bis 20° nach Nordosten einfallende Qomolangma-Detachment von der North-Col-Formation abgetrennt. Sie bildet auch den Gipfel des Mount Everest, von ihr sind somit 225 bis 250 Meter aufgeschlossen. Die mit rund 15° nach Nordnordost einfallende Formation wird von einem grauen bis dunkelgrauen, teils auch weißen, dickbankig-schichtigen, mikritischen Kalk des Unteren bis Mittleren Ordoviziums aufgebaut, in den untergeordnet rekristallisierte Dolomite und tonig-siltige Lagen zwischengeschaltet sind. Gansser (1964) war ursprünglich der Ansicht, dass der Kalk Crinoiden enthalte. Spätere petrographische Untersuchungen an Proben in Gipfelnähe ergaben, dass die Formation Karbonatpellets (Peloide) und fein zerkleinerte Reste von Trilobiten, Crinoiden und auch Ostrakoden enthielt. Viele Proben waren aber derart zerschert und rekristallisiert, dass die ursprünglichen Bestandteile nicht bestimmt werden konnten. Zirka 70 Meter unterhalb des Gipfels befindet sich eine 60 Meter mächtige, weiß verwitternde Thrombolith-Lage, die den Third Step umfasst und bis an die Basis der Gipfelpyramide heranreicht. Es handelt sich hier um Stromatolithen-ähnliche, flachmarine Sedimente, die durch den abgesonderten Biofilm von Mikroorganismen, insbesondere Cyanobakterien, eingefangen, gebunden und zementiert wurden. Die untersten 5 Meter der Formation oberhalb dem Qomolangma-Detachment sind sehr stark verformt.
Die Everest-Formation wird von zahlreichen steilen Verwerfungen durchzogen, welche alle im flachliegenden, spröden Qomolangma-Detachment auslaufen. Diese Abschiebung trennt die Formation vom darunterliegenden Gelben Band der North-Col-Formation.

### North-Col-Formation
Der Gipfelbereich des Mount Everest zwischen 7000 und 8600 Meter Höhe besteht aus der 1600 Meter mächtigen, mittelkambrischen, obergrünschiefer- bis unteramphibolitfaziellen North-Col-Formation. Ihr Hangendes zwischen 8200 und 8600 Meter Höhe bildet das am Nordostgrat bis an den First Step heranreichende Gelbe Band. Das 172 Meter mächtige Gelbe Band baut sich vorwiegend aus einem grobkörnigen, Calcit-reichen Diopsid-Epidot-Marmor auf, der zu einem auffälligen Gelbbraun verwittert, enthält aber auch Lagen von Muskovit-Biotit-Phyllit und Schiefern.  Proben aus 8300 Meter Höhe ergaben einen Gehalt von rund 5 Prozent an Überresten rekristallisierter Arm- und Stielglieder von Crinoiden. Die obersten, in unmittelbarer Nähe des Qomolangma-Detachment gelegenen 5 Meter des Gelben Bandes sind äußerst deformiert; eine 5 bis 40 Zentimeter dicke Verwerfungsbrekzie trennen sie von der überlagernden Everest-Formation.
Unterhalb des Gelben Bandes zwischen 8200 und 7000 Meter Höhe führt die North-Col-Formation abwechslungsweise verformte Schiefer, Phyllite und untergeordnet auch Marmore. Die oberen 600 Meter zwischen 8200 und 7600 Meter Höhe stellen vorwiegend Biotit-Quarz- und Chlorit-Biotit-Phyllite, in die sich unbedeutendere Biotit-Serizit-Quarz-Schiefer einschalten. Darunter folgen zwischen 7600 und 7000 Meter Höhe Biotit-Quarz-Schiefer mit Einschaltungen von Epidot-Quarz-Schiefer, Biotit-Calcit-Quarz-Schiefer und dünne Lagen von quarzhaltigem Marmor.
All diese jetzt metamorph vorliegenden Gesteine der mittleren bis oberen Grünschieferfazies sind wahrscheinlich aus einem Tiefseeflysch des Mittel- oder Oberkambriums hervorgegangen, welcher ursprünglich aus Wechsellagerungen von Tonstein, Schieferton, tonigem Sandstein, kalkhaltigen Sandstein und sandigem Kalk zusammengesetzt war. Im Liegenden wird die North-Col-Formation vom duktilen Lhotse-Detachment flach abgeschnitten.

### Rongbuk-Formation
Die unterlagernde oberamphibolitfazielle Rongbuk-Formation (oder Rongpu-Formation) bildet unterhalb von 7000 bis auf 5400 Meter Höhe hinab den Unterbau des Mount Everest. Sie gehört bereits zur zentralen Kristallinzone des Himalayas (engl. Greater Himalayan Sequence oder abgekürzt GHS) und besteht aus Schiefern und Gneisen (dunkle, biotitreiche Sillimanit-Granat-Cordierit-Gneise), die von zahlreichen Lagergängen und Gängen aus Leukogranit – dem Everest-Nuptse-Granit – intrudiert werden. Die begleitende Kontaktmetamorphose konnte von Simpson und Kollegen (2000) mit 17,9 ± 0,5 Millionen Jahre datiert werden. Die Foliation der Rongbuk-Formation streicht generell Ost-West und fällt flach nach N 005 bis N 020 ein, zugehörige Strecklineare streichen Ostnordost. Kinematische Kriterien wie S-C-Strukturen, Glimmerfische und asymmetrische Porphyroklastenendungen belegen einen hochtemperierten Schersinn Top nach Norden bei gleichzeitigem Auspressen der GHS nach Süden. Mikrostrukturen in Quarz und c-Achsen von Quarz lassen auf Temperaturen von über 500 °C in der Scherzone schließen.
Darüber legen sich stellenweise in nördliche Richtungen streichende Falten im Kilometer- bis Zehner-Kilometerbereich.

### Everest-Nuptse-Granit
Der Everest-Nuptse-Granit, auch Pumori-Everest-Granit, ist ein ausgesprochen peraluminoser Zweiglimmer-Turmalin-Leukogranit, der die Minerale Quarz, Plagioklas, Alkalifeldspat (Mikroklin oder Orthoklas) und die Glimmer Muskovit und Biotit sowie Turmalin führt. Hinzu treten können auch noch Andalusit, Cordierit und Granat, sowie akzessorisch Zirkon, Monazit, Xenotim und Apatit. Die Mächtigkeit der Leukogranitgänge ist sehr variabel und kann sich vom Zentimeterbereich bis hin zu Aufblähungen im Tausend-Meterbereich erstrecken. Die höchste Mächtigkeit erlangt die 3000 Meter erreichende Aufblähung der Kangshung-Ostwand, die nahezu bis auf 7800 Meter an den South Col heranreicht. Diese dürfte letztlich für die enorme Höhe des Mount Everest und des Lhotse verantwortlich sein.
Die Leukogranite bilden Teil eines Gürtels oligozäner bis miozäner Intrusiva – den HHL (engl. High Himalaya Leucogranites – Leukogranite des Hochhimalayas). Sie entstanden in zwei Phasen durch partielles Aufschmelzen der hochgradigen paläoproterozoischen bis ordovizischen Metasedimente der GHS (engl. Greater Himalayan Sequence – Hochhimalayafolge) synkinematisch vor 24 bis 17 Millionen Jahren im Aquitanium und Burdigalium sowie postkinematisch vor 16,4 Millionen Jahren im Langhium. Letztlicher Auslöser hierfür war die Subduktion der Indischen unter die Eurasische Platte.
Die Leukogranite entstanden aus sehr viskosen Minimalschmelzen. Zwei Prozesse werden hierbei in Betracht gezogen – ein niedrigtemperiertes, nasses Aufschmelzen eines pelitischen Ausgangsgesteins in Gegenwart heißer Flüssigkeiten oder aber ein höhertemperierter trockener Aufschmelzvorgang. Letzterer ist beispielsweise beim inkongruenten Schmelzen von Muskovit verwirklicht, der ohne Dampfphase erfolgt, jedoch einen höheren Schmelzanteil erzeugt.
Als Ausgangsgesteine sind Metasedimente anzunehmen, wie die Isotopen der Elemente Strontium, Neodym und Blei suggerieren. Eine Mantelbeteiligung ist ausgeschlossen. Insbesondere die Isotopenverhältnisse 87Sr/86Sr sind mit 0,74 bis 0,79 ausgesprochen hoch und gleichzeitig sehr heterogen, was einen hundertprozentig krustalen Protolithen impliziert. Als wahrscheinlichstes Ausgangsgestein werden mittlerweile Muskovit-führende Pelite und Quarz-Feldspat-Gneise der Neoproterozoischen Haimanta-Formation angesehen. Die erforderliche Wärmequelle für den Aufschmelzvorgang kann nur durch eine hohe Konzentration radioaktiver Elemente im Ausgangsgestein zustande kommen. Es ist bekannt, dass die Leukogranite des Himalayas sehr hohe Gehalte an radiogenen Bleiisotopen aufweisen, ihre Protolithen daher an Uran und Thorium angereichert sein müssen. Die Urankonzentrationen in Himalayagraniten zählen zu den höchsten weltweit.
Die Leukogranitgänge erscheinen mehrheitlich synkinematisch, sie können aber durchaus auch postkinematisch ausgebildet sein. Synkinematische Gänge orientieren sich an der Foliation in der Rombuk-Formation und sind selbst schwach foliiert, erkennbar an relativ undeutlich eingeregeten Muskoviten und ausgelängten Feldspat-Phänokristallen. Ihre mikrotektonische Struktur belegt ihre Verformung, beispielsweise durch undulöses Auslöschen von Quarz und Feldspat, durch Deformationszwillinge in Plagioklas sowie durch spätes sprödes Zerbrechen von Quarz und Feldspat. Postkinematische Gänge sind massiv, besitzen keine interne Verformung und können ebenfalls parallel zur Foliation der Hüllgesteine eindringen. Oft durchqueren sie aber die Foliation der Gneise, schlagen große Blöcke von Gneis und synkinematischem Leukogranit los und verstellen diese durch Rotation.
Die synkinematischen Leukogranite konnten aufgrund einfacher Scherung seitwärts in hydraulische Bruchsysteme injiziert werden. Es kann ferner beobachtet werden, wie sich Migmatitleukosome zu riesigen Lagergangsystemen vereinigen, die dann ihrerseits nach dem Weihnachtsbaumprinzip in größere plutonartige Ansammlungen übergehen können. Die Lagergänge befinden sich immer mehr oder weniger parallel zur Foliation in Gneisen der Sillimanitfazies. Die Wanderung der Schmelze war überwiegend horizontal erfolgt und nicht vertikal. Die Schmelzansammlungen intrudierten dabei nicht aktiv in höhere Lagen, sondern verhielten sich vielmehr wie sich aufblähende Lagergänge. Anschaulichstes Beispiel hierfür ist der Lagergang in der Nuptse-Südwand.
Als Quellregion des Magmas werden außerdem weiter nördlich gelegene, tieferliegende Lagergänge großen Ausmaßes in Betracht gezogen. Die physikalischen Bedingungen des Aufschmelzens lagen generell bei 0,4 bis 0,6 Gigapascal, was mittelkrustalen Tiefen von 15 bis 20 Kilometer entspricht.

## Deformation, Metamorphose und Anatexis
Im Himalaya-Orogen lassen sich zwei bedeutende Deformationsphasen unterscheiden, welche ihrerseits an Metamorphoseereignisse gekoppelt sind:
- eine Eohimalaya-Phase im Mitteleozän bis Oberoligozän, die zu Krustenverdickung führte und zwischen 33 und 28 Millionen Jahren ihren regionalen Höhepunkt erreichte
- eine bis auf den heutigen Tag anhaltende Neohimalaya-Phase ab dem Untermiozän vor 23 Millionen Jahren. Sie erlangte den Sillimanit-Grad mit mehr als 620 °C und es entstanden unter anatektischem Aufschmelzen intrusive Leukogranite. Sie brachte einen deutlichen Wandel im tektonischen Verformungsstil, der sich bis jetzt nicht verändert hat und daher ein sich im Gleichgewichtszustand befindendes Orogen vermuten lässt.

Der Eohimalaya-Phase war die Kontinentalkollision vorausgegangen, welche gegen 46,4 Millionen Jahren im Lutetium den Nordrand der indischen Platte erfasst hatte. Erreicht wurden hierbei Ultrahochdruckbedingungen (Coesit-Eklogit-Fazies) mit Drucken bis zu 2,75 GPa (was Tiefen von über 100 Kilometer entspricht) und Temperaturen von 720 bis 770 °C. Diese initiale UHP-Metamorphose wich dann der Regionalmetamorphose der Eohimalaya-Phase in Disthen-Fazies und sodann der Neohimalaya-Phase in Sillimanit-Fazies.
Die metamorphen Bedingungen der Sillimanit-Fazies blieben bis 16,9 Millionen Jahre im Hangenden der GHS bestehen. Dies verweist auf eine in diesem Zeitraum stark erhöhte Topographie bereits während des frühen Miozäns.
Ein abschließendes viertes metamorphes Ereignis zeichnet sich durch sehr niedere Drucke, jedoch hohe Temperaturen aus und war von Metasomatose und Cordierit-führenden Leukograniten begleitet. Es konnte aber nur an den Syntaxen (Einbuchtungen einer Deckenfront) des Nanga Parbat und Namjagbarwa nachgewiesen werden.
Am Mount Everest kann der Verlauf der Metamorphose in zwei Ereignisse unterteilt werden. Das erste Hochdruck-Ereignis M 1 war vom Barrow-Typ und verlief prograd bis hin zur Disthen-Fazies. Die P-T-Bedingungen lagen bei 550 bis 560 °C und 0,8 bis 1,0 GPa. Das anschließende Ereignis M 2 in der Sillimanit-Fazies war unter Druckabfall (0,7 bis 0,4 GPa) mit 650 bis 740 °C höher temperiert. Zeitlich hatte M 1 vor 39 Millionen Jahren im Obereozän eingesetzt und wurde von Simpson und Kollegen (2000) mit 32,2 ± 0,4 Millionen Jahren datiert. M 2 etablierte sich dann zwischen 28 und 18 Millionen Jahren, datiert von Simpson und Kollegen (2000) auf 22,7 ± 0,2 Millionen Jahre. Die hohen Temperaturen blieben somit gut 20 Millionen Jahre bestehen. Der Druckabfall wird generell mit Anatexis und der Produktion von Leukograniten in Verbindung gebracht, wie dem Everest-Nuptse-Granit. Letzte postkinematische Leukogranite wurden im Kangshung-Tal vor 16,7 Millionen Jahren abgesondert, ansonst vor 16,4 Millionen Jahren. Die duktile Foliation in der Rongbuk-Formation ist somit eindeutig älter als dieses Datum des späten Burdigaliums.

## Geodynamik

### Abscherungen am STDS

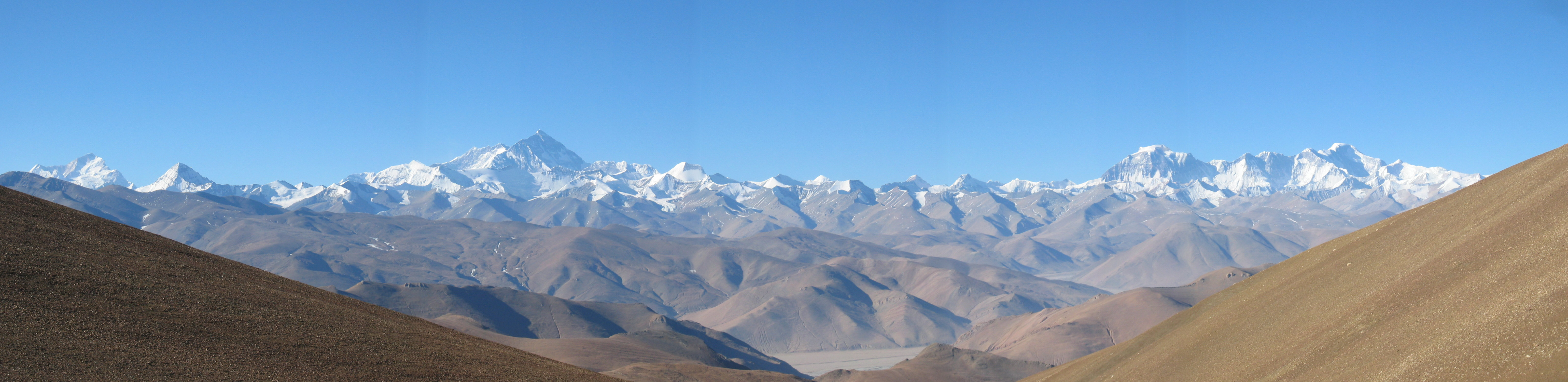
Everestpanorama, aufgenommen von Norden vom Pass Gyawu La in Tibet. Makalu links, Gyachung Kang und Cho Oyu rechts.

Das Südtibetische Abschersystem (STDS) wird am Mount Everest von zwei Abscherflächen repräsentiert – dem spröden Qomolangma-Detachment im Hangenden mit einem Minimalversatz von 34 Kilometer und dem duktilen Lhotse-Detachment im Liegenden mit einem Minimalversatz von 40 Kilometer. Das Lhotse-Detachment wurde früher angelegt und ist stellenweise verfaltet. Zwischen den beiden Detachments eingekeilt liegt die North-Col-Formation mit dem Gelben Band. Diese Formation ist deutlich zerschert und hat Temperaturen von bis zu 450 °C erreicht, dennoch ist sie insgesamt wesentlich weniger stark metamorph überprägt als die unterlagernde Rombuk-Formation und wurde auch nicht von Leukograniten infiltriert. Die duktilen Bewegungen am Lhotse-Detachment dürften zwischen 18 und 16,9 Millionen Jahren im Burdigalium stattgefunden haben. Die spröden Bewegungen am Qomolangma-Detachment ereigneten sich hingegen erst nach 16 Millionen Jahren und sind somit jünger.
Die beiden Detachments gehen sodann nördlich des Mount Everest am Rongpu-Kloster in eine einzige Abscherfläche über, so dass hier eine duktile Scherzone in kambrischen Schichten unmittelbar von einer flachliegenden Störungsfläche bedeckt wird. Weiter im Nordosten des Klosters ist das STDS schließlich als alleinige, 1000 Meter mächtige duktile Scherzone ausgebildet, welche mit 35° nach Norden einfällt, wobei Ordovizium und jüngere Sedimente über zerscherten kambrischen Kalksilikatfelsen und Myloniten zu liegen kommen. Im Kharta-Tal 57 Kilometer nördlich des Mount Everest erscheinen schließlich mit Leukogranitgängen durchsetzte Sillimanitgneise der GHS an der Oberfläche.
Auch weiter westwärts in Nyalam in Südtibet vereinigen sich die beiden Detachments zu einer einzigen Abscherfläche, hier liegen ebenfalls kambrische Schichten unterhalb der vereinigten Abscherung. Darunter steigt der Verformungs- und Metamorphosegrad dann rapide an. Dass die STDS sich nicht nur wie am Mount Everest aufspalten, sondern auch sehr variable Positionen einnehmen kann, zeigt sich in Zanskar, wo sie ins Neoproterozoikum heruntergreift.

### Khumbu-Überschiebung
Unterhalb des Lhotse-Detachment erscheint südwestlich des Mount Everest am Fuß des Nuptse noch die Khumbu-Überschiebung, an der eine 3 bis 6 Kilometer mächtige Decke aus flachliegenden Leukogranit-Lagergängen und -körpern bis zu 25 Kilometer nach Süden vorgepresst wurde. Zu dieser Decke gehören neben dem Nuptse-Pluton die Leukogranitgipfel Ama Dablam, Kantega und Thamserku, die vor Einsetzen der jetzigen Erosion wahrscheinlich alle noch als ein einziger Schichtkörper zusammenhingen.

### Zone des Channel Flow
Die teilweise aufgeschmolzene Zone des Channel Flow, der die Rombuk-Formation mit einschließt, wird wie bereits angesprochen an ihrer Basis von der duktilen Main Central Thrust begrenzt, wobei die metamorphen Isograde eine Umkehrung erfahren. Im Top wird sie vom Lhotse-Detachment des STDS flach abgeschnitten – die Isograde liegen hier jedoch richtig. Das Innere dieser Zone dokumentiert geodynamisch reine Scherung, wohingegen der Ober- und Unterrand eine Kombination von reiner und einfacher Scherung aufweist. Der duktile Unterrand ist zwischen 1 und 2 Kilometer mächtig und endet in einer spröden Überschiebung – der MCT, die im Everest-Gebiet mit 23 bis 20 Millionen Jahren datiert werden kann.
Die südwärts gerichtete Extrusion erfolgte letztlich aufgrund des gravitativen Potentialunterschieds, bedingt durch die unterschiedliche Krustendicke sowie den Höhenunterschied zwischen dem Hochland von Tibet und dem Vorland Indiens. So besitzt das tibetanische Hinterland eine auf 70 bis 80 Kilometer verdickte Kruste und befindet sich auf einer Durchschnittshöhe von 5000 Meter, wohingegen die nordindische Kruste nur 35 bis 40 Kilometer Krustendicke aufweist und geringe Höhen bis zu 1000 Meter erreicht.

#### Weitere Entwicklung ab dem Mittelmiozän
Die duktilen Scherbewegungen am STDS und die mittelkrustale Extrusion des Channel Flow gingen vor 16 Millionen Jahren zu Ende, da der gesamte Himalaya bereits unter 350 °C abgekühlt war. Anschließend wurde der Hochhimalaya nur noch im Huckepackverfahren (engl. piggy-back) auf jüngeren Überschiebungen, die sich südwärts im Vorhimalaya herausgebildet hatten, bewegt und herausgehoben. So erfolgten die Überschiebungen an der Main Boundary Thrust ab 10 Millionen Jahren und die Main Frontal Thrust wurde erst vor rund 3 Millionen Jahren aktiviert.
Am STDS selbst fanden ab dem Mittelmiozän vor 16 Millionen Jahren nur noch spröde Bewegungen statt, da auch die Rongbuk-Formation der GHS sich bereits unter die Muskovit-Verschlusstemperatur von 350 °C abgekühlt hatte. Im Zeitraum 16 bis 2,5 Millionen Jahre verlief die weitere Abkühlung nur noch sehr langsam mit einer Abkühlrate von 20 bis 22,5 °C pro Millionen Jahre. Bei einem geothermischen Gradienten von 25 bis 35 °C pro Kilometer betrugen die Exhumierungsgeschwindigkeiten daher 0,2 bis 2,0 Millimeter pro Jahr. Ab dem Gelasium vor 2,5 Millionen Jahren stieg die Exhumierungsgeschwindigkeit dann erneut an, da die Erosionsrate aufgrund des Einsetzens der quartären Eiszeiten und der damit verbundenen klimatischen Verschlechterung stark zugenommen hatte.

## Vergletscherung

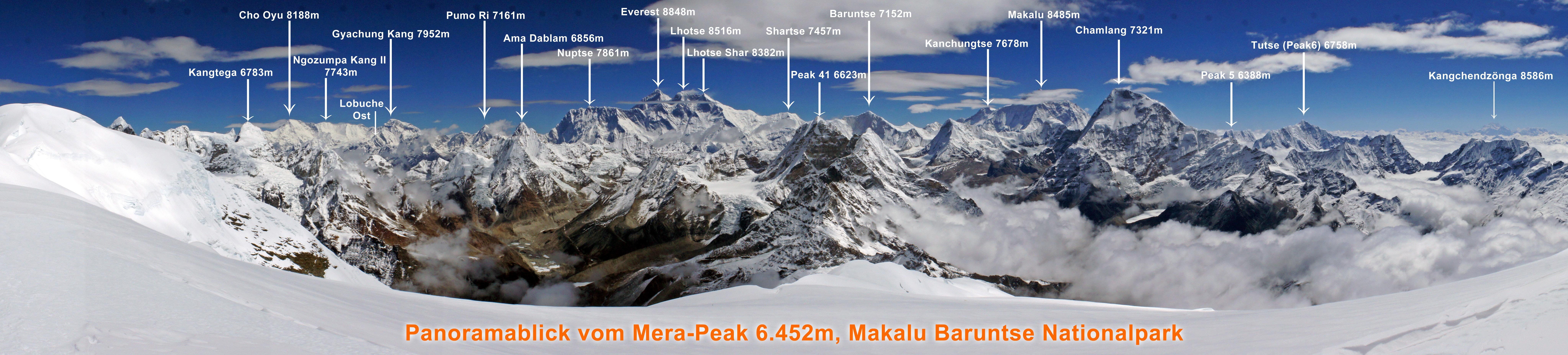
Blick über den Khumbu-Himal

Im Khumbu Himal können drei glaziale Vorstoßstadien unterschieden werden:
- das Periche-Stadium
- das Chhukung-Stadium
- das Lobuche-Stadium.

OSL-Datierungen erbrachten für das Periche-Stadium ein Alter von 25.000 bis 18.000 Jahren BP. Es entspricht somit dem Sauerstoffisotpenstadium MIS 2 und ist zeitgleich mit dem Letzteiszeitlichen Maximum (LGM). Das Chhukung-Stadium liegt bei rund 10.000 Jahren zu Beginn des Holozäns. Das Lobuche-Stadium schließlich situiert sich zwischen 2000 und 1000 Jahre vor heute und repräsentiert einen spätholozänen Vorstoß, der noch vor der Kleinen Eiszeit ablief.
Aktuell zieht sich der Khumbu-Gletscher mit 20 Meter pro Jahr zurück. Darüber hinaus hat das Everest Base Camp in den letzten 55 Jahren 40 Meter an Höhe verloren. Diese Mächtigkeitseinbuße ist bergwärts sogar noch deutlicher, so dass der Gletscher insgesamt an Geschwindigkeit verliert.